# Charles-Bernard Desormes
Charles-Bernard Desormes (3 juin 1777, à Dijon - 30 août 1862, à Verberie) est un physicien et chimiste français.

## Biographie
Né à Dijon sur la paroisse Saint Michel le mardi 3 juin 1777, il est baptisé en l'église Saint Michel ce même jour ; c'est le fils de Jean-Baptiste Bernard Desormes-Duplessis écuyer et de Dame Nicole Harbet. Son parrain est Messire Charles Desormes-Duplessis son oncle paternel et sa marraine est Demoiselle Catherine Harbet sa tante maternelle.
Polytechnicien en 1794, Charles-Bernard Desormes est répétiteur et préparateur de chimie à l'École polytechnique, avec ses collègues Louis Jacques Thénard et Louis Joseph Gay-Lussac, auprès de Louis-Bernard Guyton-Morveau jusqu'en 1804.
Bernard Courtois commence à étudier les propriétés d'un nouveau corps - l'iode - par des combinaisons avec d'autres. Mais par manque de temps ou d'argent, il en laisse ensuite l'étude à deux chimistes de sa connaissance : Charles-Bernard Desormes et Nicolas Clément, qui publient leur recherche en 1813. Trop occupé par l’exploitation de sa nitrière, Bernard Courtois cesse ses travaux sur l’iode.
En 1819, avec son collaborateur, devenu son gendre, Nicolas Clément, il parvient à fixer le rapport des deux chaleurs spécifiques des gaz sous pression constante et volume constant : c'est l'expérience de Clément et Desormes.
Il fonde ensuite à Verberie, commune de l'Oise dont il est maire de 1821 à 1826, avec Montgolfier et Clément, une fabrique de produits chimiques. Il est maire de cette commune à trois reprises, de 1821 à 1826, de 1831 à 1840 et de 1843 à 1852.
Il devient correspondant de l'Académie des sciences en 1819.
À la suite de la révolution de 1830, il est élu conseiller général de l'Oise. Candidat de l'opposition, il échoue à être élu député en 1834, 1837 et 1842. Il est finalement élu député républicain à la Constituante en 1848. Il y siège au comité de l'administration départementale et communale. Opposé à Louis-Napoléon Bonaparte, il se retire bientôt de la vie publique.
Il meurt le samedi 30 août 1862 vers les 9 heures du matin à son domicile - maison Saint Cormail à Verberie (Oise).